# Тит (Адрар)
Тит (араб. تيت‎) — небольшой город и коммуна на юге Алжира, в вилайете Адрар. Входит в состав округа Аулеф.

## Географическое положение

Коммуна Тит

Город находится в восточной части вилайета, на территории одного из оазисов центральной Сахары, на расстоянии приблизительно 1090 километров к юго-юго-западу от столицы страны Алжира. Абсолютная высота — 309 метров над уровнем моря.

Коммуна Тит граничит с коммунами Тимоктен, Аулеф, Акабли и Ин-Гар (вилайет Таманрассет). Её площадь составляет 1603 км².

## Климат
Климат города характеризуется как аридный (BWh в классификации климатов Кёппена). Осадки в течение года практически отсутствуют (среднегодовое количество — 11 мм). Средняя годовая температура составляет 25,9 °C.

## Население
По данным официальной переписи 2008 года численность населения коммуны составляла 4417 человек. Доля мужского населения составляла 49,81 %, женского — соответственно 50,19 %. Уровень грамотности населения составлял 92,8 %. Уровень грамотности среди мужчин составлял 96,7 %, среди женщин — 89,3 %. 7 % жителей Тита имели высшее образование, 22,9 % — среднее образование.